# Esves-le-Moutier
Esves-le-Moutier è un comune francese di 142 abitanti situato nel dipartimento dell'Indre e Loira nella regione del Centro-Valle della Loira.

## Società

### Evoluzione demografica
Abitanti censiti